# 大观镇 (南川区)
大观镇，是中华人民共和国重庆市南川区下辖的一个乡镇级行政单位。

## 行政区划
大观镇下辖以下地区：
观音桥社区、金龙村、观溪村、铁桥村、龙川村、中江村、石桥村和云雾村。